# Кипро-ливанские отношения
Кипро-ливанские отношения — двусторонние дипломатические отношения между Республикой Кипр и Ливаном.

## История
Между странами сложились хорошие отношения. В 2002 году Республика Кипр открыла дипломатическую миссию в Бейруте. В январе 2013 года Республика Кипр выступила посредником в разрешении пограничного спора между Ливаном и Израилем. В феврале 2014 года страны договорились о создании двустороннего комитета, который будет координировать взаимодействие в банковской и финансовой сфере.
В июне 2017 года президент Республики Кипр Никос Анастасиадис посетил с официальным визитом Ливан. В ходе визита была достигнута договоренность об оказании киприотами помощи ливанским вооружённым силам в сумме 15 млн. евро.

## Торговля
В 2009 году товарооборот между странами составил сумму 48,8 млн. евро, а в 2011 году торговые операции продемонстрировали резкий рост и составили сумму 65 млн. евро. В 2013 году товарооборот между странами составил сумму 47,7 млн. евро. Импорт Республики Кипр из Ливана: бумага, пластик, химикаты, овощи и фрукты, фармацевтическая продукция и драгоценные камни. Экспорт Республики Кипр в Ливан: драгоценные камни, фармацевтическая продукция, пластик, животные, соль.